# 理論產量
理論產量（Theoretical yield）在化學反應中， 根據化學方程式， 從限量反應物的摩爾數預測某一生成物的摩爾數，假設完全反應, 所得的質量或摩爾數就是該反應的理論產量。